# Mike Riddle
Pour les articles homonymes, voir Riddle.
Mike Riddle, né le 17 juin 1986 à Edmonton, est un skieur acrobatique canadien spécialisé dans les épreuves de half-pipe. En 2011, il est médaillé d'or aux Mondiaux de Park City et a gagné trois fois en Coupe du monde.

## Palmarès

### Jeux olympiques
| Édition/Discipline | Half-pipe |
| JO 2014            | Argent    |
| Pyeongchang 2018   | 6e        |

### Championnats du monde
| Édition/Discipline | Half-pipe |
| Mondiaux 2005      | 15e       |
| Mondiaux 2009      | 5e        |
| Mondiaux 2011      | Or        |
| Mondiaux 2013      | 4e        |
| Mondiaux 2017      | 2e        |

### Coupe du monde
- Meilleur classement général : 4e en 2013.
- 1 petit globe de cristal :
  - Vainqueur du classement half-pipe en 2013.
- 7 podiums en half-pipe dont 3 victoires.

#### Détails des victoires
| Édition / Épreuve | Half-pipe                     |
| 2008              | Valmalenco                    |
| 2013              | Copper Mountain Sierra Nevada |